# Fort Snelling (lãnh thổ chưa tổ chức), Minnesota
Fort Snelling là một lãnh thổ chưa tổ chức thuộc quận Hennepin, tiểu bang Minnesota, Hoa Kỳ. Năm 2010, dân số của lãnh thổ này là 149 người.